# 安田奈緒子
安田 奈緒子（やすだ なおこ、1986年5月15日 - ）は、日本の女性声優。神奈川県出身。フリー。

## 略歴
日本ナレーション演技研究所卒業。
かつてはマウスプロモーション、スタイルキューブに所属していた。

## 人物
趣味はサバゲー、釣り、相撲観戦、模型作り。特技は魚を捌く、RCカー操縦。

## 出演

### テレビアニメ
- 花咲ける青少年（2009年、由依の母）
- メタルファイト ベイブレード 4D（2011年、女の子B）
- しろくまカフェ（2013年、ヤマアラシファンクラブ、店員）
- 愛・天地無用!（2014年、生徒、生徒A）
- TO BE HERO（2016年、山田さんの妻、大王の母）
- マギアレコード 魔法少女まどか☆マギカ外伝（2020年、黒羽根）

### 劇場アニメ
- 豆富小僧（2011年）
- THE IDOLM@STER MOVIE 輝きの向こう側へ!（2014年） - モーションアクター

### ゲーム
2008年
- ほしがりエンプーサ

2011年
- 侍道4

2012年
- 幻想水滸伝 紡がれし百年の時（フォルネ、シルディス、メフィティス）

2013年
- フェアリーフェンサー エフ（ビビア）

2014年
- 戦場のウェディング

2015年
- フェアリーフェンサー エフ ADVENT DARK FORCE（ビビア）
- 魔壊神トリリオン（きつねメイド長）
- 魔神少女 エピソード2 -願いへの代価-（ヤーケン）

2017年
- ビーナスイレブンびびっど!（上條いちる）
- メギド72（2017年 - 2023年、バエル、グシオン）

2018年
- 天涯ニ舞ウ、粋ナ花

2020年
- 絵師神の絆（ヒョウタンツギ）
- くっころでいず（カトレア）
- 異世界酒場のセクステット 〜Vol.1 New World Days〜（杏）

2021年
- 異世界酒場のセクステット 〜Vol.2 Adventurer's Days〜（杏）
- 異世界酒場のセクステット 〜Vol.3 Postlude Days〜（杏、カトレア）

### ドラマCD
- 犬も歩けば恋をする3 犬は夢見て恋をする（院生）
- シロクロネクロ（ゾンビたち）電撃文庫MAGAZINEVol.18付録「豪華声優陣×第17回電撃小説大賞コラボCD」
- JIHAI〜磁海〜Third World（女性職員）
- JIHAI〜磁海〜Another Pain（子供1）
- 全ての恋は病から（女子学生）
- 僕のショパン
- 全力で片想い なみぞうあいらんど ドラマCDvol.3（秋山みずき）

### 吹き替え
- iCarly
- コールドケース6
- 新・イヴのすべて
- バーン・ノーティス 元スパイの逆襲
- フロスト警部
- マードック・ミステリー 〜刑事マードックの捜査ファイル〜
- ミディアム7 最終章
- 名探偵ポワロ 鳩のなかの猫（スイ・タイ）
- 名探偵ポワロ ハロウィーン・パーティー
- リゾーリ&アイルズ ヒロインたちの捜査線
- 恋愛兵法

### デジタルコミック
- VOMIC 月華美刃（梅之内カマドヤ）

### 舞台
- 隣人はクリスマスに笑う2013（2013年12月13日 - 15日、ART THEATER かもめ座） - 平尾沙織 役

### その他
- ベアミネラル 音声ガイダンス